# Märchenprinz
Märchenprinz — пісня австрійського поп-рок гурту Erste Allgemeine Verunsicherung 1985 року.

## Створення
Пісня була написана та спродюсована спільно учасниками EAV, композицію написали всі учасники гурту, а текст пісні написав виключно Томас Шпіцер. Створення також відбувалося за підтримки Петера Мюллера.
Märchenprinz вперше була випущена 25 червня 1985 року як частина Geld oder Leben! під лейблом EMI Columbia, п'ятого студійного альбому Erste Allgemeine Verunsicherung. Пісня була випущена як сингл з альбому 17 березня 1986 року на 7-дюймових платівках з «Einsamkeit» на стороні Б та на 12-дюймових платівках, що містили подвійну бічну сторону з доданою «Wir jetten».

## Зміст
Пісня розповідає історію чоловічого ліричного «я», яке шукає жіночу стать, себто кохання. Щоб знайти її, головний герой оминає велике місто і замість цього їде до провінції. Відвідавши дискотеку, він швидко розуміє, що тут панує «аристократія» і що у нього, ймовірно, будуть погані шанси. Це підтверджується після того  як кілька «дівчат з пустки» не виявляють до нього серйозних почуттів. Коли він нарешті здається і вирушає додому, його зупиняє поліцейський, який хоче перевірити його документи та провести тест на алкоголь. Але «казковий принц»(Märchenprinz) відмовляється і замість цього йде додому пішки з жінкою в багажі, як показано у музичному кліпі.

## Позиції в чартах
| Чарти | Найвища позиція | Тижні/місяці |
| ----- | --------------- | ------------ |
| DE    | 16              | 3 тиж.       |
| AUT   | 1               | 4.5 міс.     |

| Чарти (1986) | Найвища позиція |
| ------------ | --------------- |
| AUT          | 5               |